# 1960 în literatură
Anul 1960 în literatură a implicat o serie de evenimente și cărți noi semnificative. 

## Nașteri
- 30 aprilie – P.C. Cast, scriitoare americană de fantezie

## Premii
- Premiul Nobel pentru Literatură: